# وولف برونر
وولف برونر (بالألمانية: Wulf Brunner)‏ هو منافس ألعاب قوى ألماني، ولد في 20 مارس 1962 في نورنبرغ في ألمانيا.

## وصلات خارجية
- وولف برونر على موقع أوليمبيديا (الإنجليزية)